# Раскраска области определения
Раскраска области определения — это техника визуализации комплексных функций, которая назначает цвет каждой точке комплексной плоскости.

## Мотивация: четырёхмерная размерность
График вещественной функции можно нарисовать в плоскости с координатами x и y. В отличие от вещественных функций, граф комплексной функции (точнее, функции с комплексными значениями от одной комплексной переменной {\displaystyle g:\mathbb {C} \to \mathbb {C} }) требует визуализацию в четырёхмерном пространстве. Один из способов достижения этого — римановы поверхности, другая возможность — раскраска области определения.

## Метод

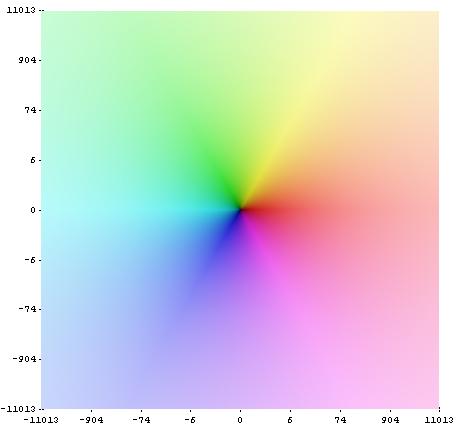
HL график z с помощью простой функции цвета, описанной в тексте

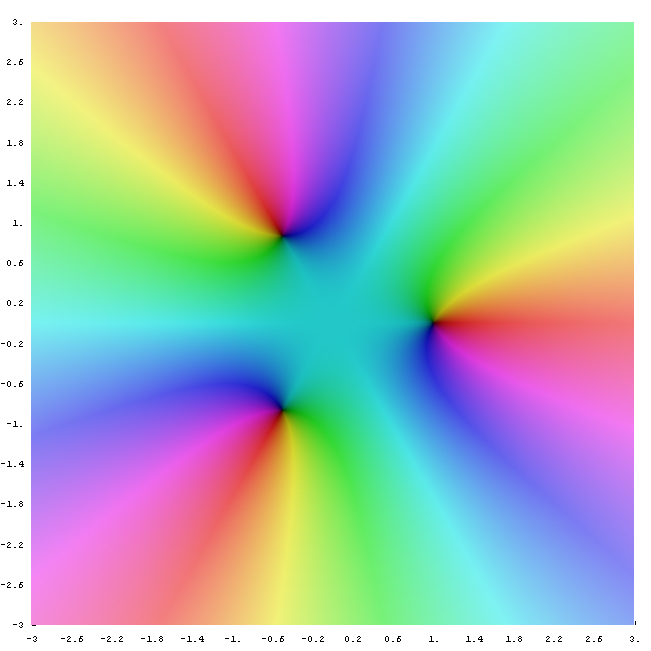
Граф комплексной функции z^{3} − 1, использующий ту же функцию цвета и показывающий три нуля, как и негативные вещественные числа в виде светло-голубых лучей, исходящих из нулей.

Для лучшего отображения комплексные значения представляются цветом. Такое сопоставление называется «функцией цвета». Используется много различных функций цвета. Обычная практика — представлять комплексный аргумент (известный также как «фаза») цветом из цветового круга, а модуль (или амплитуду) яркостью или насыщенностью.

### Простая функция цвета
Следующий пример функции цвета имеет чёрный цвет в нуле, красный в 1, голубой в −1 и белый на бесконечности:
{\displaystyle {\begin{aligned}H&=\arg z,\\L&=\left(1-2^{-\left|z\right|}\right)\times 100\%,\\S&=100\%.\end{aligned}}}
Более точно, функция использует цветовую модель HSL (hue, saturation, lightness = цвет, насыщенность, яркость). Насыщенность всегда имеет максимум в 100 %. Цвета радуги размещаются по кругу на единичной комплексной окружности, так что шесть корней из единицы (начиная с 1) получают цвета: красный, жёлтый, зелёный, голубой, синий и фиолетовый. Модуль (амплитуда) кодируется интенсивностью  посредством строго монотонной непрерывной функции.
Поскольку модель HSL не является сенсорно однородной, можно видеть полоски сенсорной яркости жёлтого, голубого и фиолетового цвета (хотя абсолютные значения те же самые, что и у красного, зелёного и синего цвета) и эффект гало вокруг {\displaystyle L={\tfrac {1}{2}}}. Использование LAB корректирует эти эффекты, делая образы более аккуратными, но делает их также более тусклыми/пастельными.

### Структурная функция цвета
Модуль (амплитуда) вещественного числа может меняться от 0 до ∞, существенно более широко, чем аргумент (фаза). Поэтому функция цвета сжимает всё множество значений в небольшой разброс амплитуды. Это можно сделать с помощью разрывной функции цвета, имеющей повторяющийся набор значений.
Кроме того, эта функция цвета показывает белые лучи для аргументов 0, π/6, π/3, π/2, 2π/3, 5π/6, π, 7π/6, 4π/3, 3π/2, 5π/3, 11π/6 и серую решётку для равных вещественных и мнимых значений. Подобная функция цвета использована в графике в начале статьи.

## История
Вероятно, первое применение метода было в публикации Ларри Крона и Ханса Ландмарка в конце 1980-х.
Термин «раскраска области определения» предложил Франк Харрис около 1998 года. Было много более ранних применений использования цвета для визуализации комплексных функций, которые, обычно, отражали аргумент (фазу) цветом. Техника использования непрерывного цвета для отображения точек из области определения в область значений или плоскость изображения использовали в 1999  Джорж Абдо и Пол Годфри , а цветные решётки использовал в графиках Дуглас Н. Арнольд в 1997.

## Ограничения
Люди, страдающие дальтонизмом, могут испытывать проблемы интерпретации таких графиков.

## Фазовые диаграммы
Фазовые диаграммы являются специальной версией раскраски области определения. Всестороннее введение в фазовые диаграммы дано в книге Элиаса Вегерта.